# 2009年全美音樂獎
2009年全美音樂獎在2009年11月22日於加州洛杉磯諾基亞劇院舉行。入圍名單在2009年10月10日公布。今年是史上第一次沒有典禮主持人，改為類似於葛萊美獎，由來賓來介紹表演者。

## 表演人
- 珍娜·傑克遜－組曲：《Control》/《What Have You Done for Me Lately》/《Miss You Much》/《If》/《Make Me》/《Together Again》
- 道奇樂團（Daughtry）－《Life After You》
- 夏奇拉－《Give It Up to Me》
- 凱斯·厄本－《Kiss a Girl》
- 凱莉·克萊森－《Already Gone》
- 傑斯与艾莉西亞·凱斯合唱－《帝国之心》
- 黑眼豆豆－《Meet Me Halfway》/《Boom Boom Pow》
- 蕾哈娜－《Mad House (Intro)》/《Wait Your Turn》/《Hard》
- 卡麗·安德伍－《Cowboy Casanova》
- 女神卡卡－《罗曼死》/《无言以对》
- 瑪麗·布萊姬－《I Am》
- 珍妮佛·羅培茲－《Louboutins》
- 惠妮·休斯頓－《I Didn't Know My Own Strength》
- 艾莉西亞·凱斯－《心碎入眠》
- 阿姆 ft. 五角－《Crack a Bottle》/《Forever》
- 提姆巴蘭 ft. 妮莉·費塔朵 & SoShy－《Morning After Dark》
- 年輕歲月－《21 Guns》
- 亚当·兰伯特－《For Your Entertainment》

## 入圍及得獎名單
得獎者以粗體表示

### 一般類
年度藝人
- 泰勒絲
- 女神卡卡
- 阿姆
- 里昂王族
- 麥可·傑克遜

突破藝人
- Gloriana（英语：Gloriana (band)）
- 凱莉·希爾森
- 基德酷迪（Kid Cudi）
- 女神卡卡

國際藝人
- 惠妮·休斯頓[3]

### 流行/搖滾類
最受歡迎流行/搖滾類男歌手
- 阿姆
- 麥可·傑克遜
- T.I.

最受歡迎流行/搖滾類女歌手
- 碧昂絲
- 女神卡卡
- 泰勒絲

最受歡迎流行/搖滾類樂團/組合/團體
- 黑眼豆豆
- 里昂王族
- 五分錢合唱團

最受歡迎流行/搖滾類專輯
- 《獨一無二-白金冠軍單曲全選輯》（Number Ones）－麥可·傑克遜
- 《超人氣》（The Fame）－女神卡卡
- 《無懼的愛》（Fearless）－泰勒絲

### 鄉村音樂類
最受歡迎鄉村音樂類男歌手
- Jason Aldean
- 戴利斯·路克（Darius Rucker）
- 凱斯·厄本

最受歡迎鄉村音樂類女歌手
- 蕾芭·麥肯泰爾
- 泰勒絲
- 卡麗·安德伍

最受歡迎鄉村音樂類樂團/組合/團體
- 雷可福磊斯
- 甜園合唱團（Sugarland）
- 扎克·布朗乐队

最受歡迎鄉村音樂類專輯
- 《永無止盡》（Unstoppable）－雷可福磊斯
- 《無懼的愛》（Fearless）－泰勒絲
- 《The Foundation》－Zac Brown Band

### 饒舌/嘻哈音樂類
最受歡迎饒舌/嘻哈音樂類男歌手
- 傑斯
- 阿姆
- T.I.

最受歡迎饒舌/嘻哈音樂類專輯
- 《The Blueprint 3》－傑斯
- 《又來了》（Relapse）－阿姆
- 《人生實錄》（Paper Trail）－T.I.

### 靈魂/節奏藍調音樂類
最受歡迎靈魂/節奏藍調音樂類男歌手
- 傑米·福克斯
- 麥可·傑克遜
- 麥斯威爾（Maxwell）

最受歡迎靈魂/節奏藍調音樂類女歌手
- 碧昂絲
- 琪夏·寇兒（Keyshia Cole）
- 凱莉·希爾森

最受歡迎靈魂/節奏藍調音樂類樂團/組合/團體
- 黑眼豆豆
- Day26
- 瑪麗二人組（Mary Mary）

最受歡迎靈魂/節奏藍調音樂類專輯
- 《雙面碧昂絲》（I Am... Sasha Fierce）－碧昂絲
- 《能.量.豆.陣.》（The E.N.D.）－黑眼豆豆
- 《獨一無二-白金冠軍單曲全選輯》－麥可·傑克遜

### 原聲帶
最受歡迎原聲帶
- 《孟漢娜-電影原聲帶》（Hannah Montana: The Movie）－合輯
- 《孟漢娜3-電視原聲帶》（Hannah Montana 3）－麥莉·希拉/孟漢娜
- 《暮光之城：無懼的愛》－合輯

### 另類音樂類
最受歡迎另類音樂類藝人
- 年輕歲月
- 里昂王族
- 殞落樂團（Shinedown）

### 成人音樂類
最受歡迎成人抒情音樂類藝人
- 道奇樂團
- 傑森·瑪耶茲
- 泰勒絲

### 拉丁音樂類
最受歡迎拉丁音樂類藝人
- Aventura（英语：Aventura (band)）
- 路易斯·方辛（Luis Fonsi）
- Wisin Y Yandel（英语：Wisin Y Yandel）

### 福音音樂類
最受歡迎福音音樂類藝人
- 杰里米·坎普
- Brandon Heath（英语：Brandon Heath）
- 瑪麗二人組